# Voo Tatarstan Airlines 363
O voo Tatarstan Airlines 363 foi um voo regular de passageiros dentro da Rússia, entre as cidades de Moscou e Cazã. Em 17 de novembro de 2013 às 19h26 horas locais (15h26 GMT) o Boeing 737-500 se chocou com a pista do Aeroporto Internacional de Cazã. Não houve sobreviventes, já que os 44 passageiros e 6 tripulantes morreram.

## Aeronave
O avião envolvido no acidente era um Boeing 737-500, de prefixo VQ-BBN, equipado com dois motores CFM Internacional 56-3A. Anteriormente, ele já havia passado por empresas como a Air France (sob prefixo F-GGML), a Bulgaria Air (prefixo LZ-BOY) e até a Rio Sul (prefixo PT-SSI). Fez seu primeiro voo em junho 1990, e possuía cerca de 36 596 ciclos no momento do acidente. Os danos sofridos pela aeronave foram declarados irreparáveis e ela nunca mais voou.

## Acidente
Durante o procedimento de aproximação para pouso, a aeronave estava desestabilizada em relação à rampa de descida (glideslope). Após perceber isso, a tripulação tentou iniciar uma arremetida, suspendendo flaps e aplicando potência. Isso gerou um desligamento do piloto automático (que estava na função ALT Hold, indicando permanência da altitude selecionada) e uma consequente subida no ângulo de ataque, acima de 25 graus. Dessa forma, houve perda de sustentação e de velocidade relativa ao ar, que iniciaram uma alta taxa de descida. Alguns segundos depois, o avião colidiu com o solo, entre a taxiway e a pista principal, cerca de 1 milha da marca inicial.